# Borgorose
Borgorose est une commune italienne de la province de Rieti dans la région Latium en Italie.

## Économie
- Brasserie del Borgo.

## Administration
| Période                                  | Période | Identité | Étiquette | Qualité |
| ---------------------------------------- | ------- | -------- | --------- | ------- |
|                                          |         |          |           |         |
| Les données manquantes sont à compléter. |         |          |           |         |

### Hameaux
Cartore, Castelmenardo, Collemaggiore, Colleviati, Colorso, Corvaro, Collefegato, Grotti, Pagliara, Poggiovalle, Ponte Civitella, Santa Anatolia, Santo Stefano, Spedino, Torano, Villerose, Villette

### Communes limitrophes
L'Aquila, Lucoli, Magliano de' Marsi, Pescorocchiano, Sante Marie, Tornimparte